# Culte imperial (antiga Roma)
A l'antiga Roma el culte imperial consistia en una sèrie de veneracions oficials que es realitzaven cap a l'emperador romà quan (generalment) ja havia mort, i passava a tots els efectes a considerar-se un déu del panteó romà. Formava part dels ritus i costums de la religió romana, fortament influïda pels costums hel·lenístics, d'on molt probablement va sorgir la idea de divinització, ja que a les monarquies hel·lenístiques era usual (per influència de la cultura d'orient mitjà) la deïficació del monarca.
Fer que alguns emperadors ja morts es convertissin en déus va passar a ser un element fonamental de la religió romana durant la primera etapa política de l'imperi, el Principat. Fins i tot s'arribà a la deïficació de familiars de l'emperador, normalment l'esposa. L'apoteosi d'un emperador era un acte essencialment polític, que normalment realitzava el successor de l'emperador mort per reforçar la majestat del càrrec imperial i també per associar al nou emperador amb un predecessor divinitzat. El culte es va estendre a tot l'imperi ràpidament, i es va acabar amb l'arribada de Constantí I el Gran al tron imperial quan va declarar el cristianisme religió tolerada (i a la pràctica oficial). En realitat va considerar el déu cristià l'únic existent (monoteisme).